# Albán görögkatolikus egyház
Az albán görögkatolikus egyház egy keleti katolikus egyház Albániában.

## Apostoli adminisztrátorok
1939 óta ők voltak apostoli adminisztrátorok:
- Giovanni Battista Nigris Leone érsek (1939–1945) apostoli küldött.
- Vinçenc Prennushi érsek (1946–1949) apostoli küldött.
- Ivan Dias érsek (1992–1996. november 8) nuncius.
- Hil Kabashi püspök ( 1996. december 3. – napjainkig) apostoli adminisztrátor.

## Hívők száma
A hívők száma így oszlott meg a kommunizmus bukása után:
| Dél-albániai apostoli kormányzóság | Dél-albániai apostoli kormányzóság |
| Év                                 | Hívők száma (fő)                   |
| ---------------------------------- | ---------------------------------- |
| 1995                               | 1121                               |
| 2000                               | 2474                               |
| 2005                               | 3200                               |
| 2009                               | 3700                               |
| 2010                               | 3845                               |